# Tiro com arco nos Jogos Paralímpicos de Verão de 2012 - Composto individual feminino
A prova de arco composto individual feminino do tiro com arco nos Jogos Paralímpicos de Verão de 2012 foi disputada entre os dias 30 de agosto e 4 de setembro no The Royal Artillery Barracks, em Londres. Atletas com diferentes deficiências competiram na mesma prova, no evento aberto.

## Medalhistas
| Ouro   | GBR Danielle Brown        |
| Prata  | GBR Mel Clarke            |
| Bronze | RUS Stepanida Artakhinova |

## Resultados

### Fase de qualificação
| Pos. | Atleta                    | Pontuação |
| ---- | ------------------------- | --------- |
| 1    | GBR Danielle Brown        | 676       |
| 2    | RUS Stepanida Artakhinova | 672       |
| 3    | GBR Mel Clarke            | 648       |
| 4    | RUS Maria Lyzhnikova      | 647       |
| 5    | UKR Kseniya Markitantova  | 645       |
| 6    | CAN Karen van Nest        | 643       |
| 7    | SWE Zandra Reppe          | 642       |
| 8    | GBR Pippa Britton         | 641       |
| 9    | ESP Maria Lubio Larrion   | 637       |
| 10   | RUS Olga Polegaeva        | 631       |
| 11   | JPN Miho Nagano           | 614       |
| 12   | TUR Gulbin Su             | 613       |

### Fase eliminatória

#### Seção 1
|  | Oitavas de final | Oitavas de final         | Oitavas de final |  |  | Quartas de final | Quartas de final        | Quartas de final     |   |   | Semifinais         | Semifinais | Semifinais |
|  |                  |                          |                  |  |  |                  |                         |                      |   |   |                    |            |            |
|  |                  |                          |                  |  |  |                  |                         |                      |   |   |                    |            |            |
|  |                  |                          |                  |  |  | 1                | GBR Danielle Brown      | 6                    |   |   |                    |            |            |
|  | 8                | GBR Pippa Britton        | 4                |  |  | 9                | ESP Maria Rubio Larrion | 4                    |   |   |                    |            |            |
|  | 9                | ESP Maria Rubio Larrion  | 6                |  |  |                  |                         |                      |   | 1 | GBR Danielle Brown | 6          |            |
|  | 5                | UKR Kseniya Markitantova | 4                |  |  |                  | 4                       | RUS Maria Lyzhnikova | 2 |   |                    |            |            |
|  | 12               | TUR Gulbin Su            | 6                |  |  | 12               | TUR Gulbin Su           | 0                    |   |   |                    |            |            |
|  |                  |                          |                  |  |  | 4                | RUS Maria Lyzhnikova    | 6                    |   |   |                    |            |            |
|  |                  |                          |                  |  |  |                  |                         |                      |   |   |                    |            |            |
|  |                  |                          |                  |  |  |                  |                         |                      |   |   |                    |            |            |
|  |                  |                          |                  |  |  |                  |                         |                      |   |   |                    |            |            |

#### Seção 2
|  | Oitavas de final | Oitavas de final   | Oitavas de final |  |  | Quartas de final | Quartas de final          | Quartas de final          |   |   | Semifinais     | Semifinais | Semifinais |
|  |                  |                    |                  |  |  |                  |                           |                           |   |   |                |            |            |
|  |                  |                    |                  |  |  |                  |                           |                           |   |   |                |            |            |
|  |                  |                    |                  |  |  | 3                | GBR Mel Clarke            | 6                         |   |   |                |            |            |
|  | 11               | JPN Miho Nagano    | 6                |  |  | 11               | JPN Miho Nagano           | 4                         |   |   |                |            |            |
|  | 6                | CAN Karen van Nest | 5                |  |  |                  |                           |                           |   | 3 | GBR Mel Clarke | 6          |            |
|  | 7                | SWE Zandra Reppe   | 4                |  |  |                  | 2                         | RUS Stepanida Artakhinova | 0 |   |                |            |            |
|  | 10               | RUS Olga Polegaeva | 6                |  |  | 10               | RUS Olga Polegaeva        | 0                         |   |   |                |            |            |
|  |                  |                    |                  |  |  | 2                | RUS Stepanida Artakhinova | 6                         |   |   |                |            |            |
|  |                  |                    |                  |  |  |                  |                           |                           |   |   |                |            |            |
|  |                  |                    |                  |  |  |                  |                           |                           |   |   |                |            |            |
|  |                  |                    |                  |  |  |                  |                           |                           |   |   |                |            |            |

#### Fase final
|  | Semifinais | Semifinais                | Semifinais |  |  | Final               | Final                     | Final               |
|  |            |                           |            |  |  |                     |                           |                     |
|  | 1          | GBR Danielle Brown        | 6          |  |  |                     |                           |                     |
|  | 4          | RUS Maria Lyzhnikova      | 2          |  |  |                     |                           |                     |
|  |            |                           |            |  |  | 1                   | GBR Danielle Brown        | 6                   |
|  |            |                           |            |  |  | 3                   | GBR Mel Clarke            | 4                   |
|  | 3          | GBR Mel Clarke            | 6          |  |  |                     |                           |                     |
|  | 2          | RUS Stepanida Artakhinova | 0          |  |  | Disputa pelo bronze | Disputa pelo bronze       | Disputa pelo bronze |
|  |            |                           |            |  |  | 4                   | RUS Maria Lyzhnikova      | 3                   |
|  |            |                           |            |  |  | 2                   | RUS Stepanida Artakhinova | 7                   |

Legenda
| Recorde mundial      | Recorde mundial (World record)               |                       | Recorde africano                      | Recorde africano (African) |                                           | Q | Classificado por posição (Qualified) |
| Recorde paralímpico  | Recorde paralímpico (Paralympic record)      | Recorde da América    | Recorde da América (Americas)         | q                          | Classificado por melhor tempo (Qualified) |   |                                      |
| Melhor marca do ano  | Melhor marca do ano (World leading)          | Recorde asiático      | Recorde asiático (Asian)              | DNS                        | Não largou (Did not start)                |   |                                      |
| Recorde nacional     | Recorde nacional (National record)           | Recorde europeu       | Recorde europeu (European)            | DNF                        | Não terminou (Did not finish)             |   |                                      |
| Recorde pessoal      | Recorde pessoal do atleta (Personal best)    | Recorde da Oceania    | Recorde da Oceania (Oceania)          | DSQ / DQ                   | Desclassificado (Disqualified)            |   |                                      |
| Recorde da temporada | Recorde da temporada do atleta (Season best) | Recorde sul-americano | Recorde sul-americano (South America) | NM                         | Sem marca (No mark)                       |   |                                      |